# سرتشنار (مياندوآب)
سرتشنار هي قرية في مقاطعة مياندوآب، إيران. عدد سكان هذه القرية هو 1,824 في سنة 2006.